# Ernő Solymosi
Ernő Solymosi (ur. 21 czerwca 1940 w Diósgyőr, zm. 21 lutego 2011 w Budapeszcie) – węgierski piłkarz, pomocnik. Brązowy medalista ME 64 oraz brązowy medalista olimpijski z Rzymu.
Początkowo występował w Diósgyőri VTK (1958–1961), jednak najdłużej grał w budapeszteńskim Újpescie (1961–1971). Był trzykrotnie mistrzem kraju (1969, 1970, 1971). Karierę kończył w 1972 w Pécsi Dózsa. W reprezentacji Węgier zagrał 38 razy i zdobył 7 bramek. Debiutował w 1960, ostatni raz zagrał w 1968. Podczas MŚ 62 wystąpił we wszystkich czterech spotkaniach Węgrów w turnieju (1 gol).